# Pedro I de Bretaña
Pedro I de Bretaña, conocido también como Pedro I Mauclerc (1191-6 de julio de 1250) fue un noble francés, hijo de Roberto II,  conde de Dreux.
Fue duque de Bretaña y conde de Richmond por matrimonio impuesto por Felipe Augusto de Francia con Alix de Thouars en febrero-marzo de 1213, durante los días que siguieron al desembarco de Juan sin Tierra en La Rochelle, hija de Guy de Thouars y Constanza de Bretaña, nieta de Conan IV el Negro de 1213 a 1237, para que lo gobernase como a cualquier otro ducado de la Corona francesa.
Luchó contra los capellanes y contra los vizcondes de Léon, e intentaría obtener de los ingleses el condado de Richmond. También participó en las cruzada de los barones, y más tarde se conjuraría con el conde de Tolosa, Ramón VII de Tolosa contra el rey de Francia en la Cruzada albigense, siendo no obstante derrotados.

### El caballero Pierre de Braine
Su hijo Juan I de Bretaña, finalmente, alcanzó la mayoría de edad  y prestó homenaje al rey de Francia el 16 de noviembre de, 1237, obligando a los rebeldes nobles a someterse. Pedro I de Bretaña tomó el nombre de «Pierre de Braine», siendo Braine su pequeño dominio de cadete de la casa de Dreux. Se embarcó en Aigues-Mortes el 24 de junio de, 1239, y participó en 1239-1240 en la conocida como cruzada de los barones a Tierra Santa con Thibaut IV de Champagne (1201-1253) y luego se rembarcó con los otros cruzados el 14 de diciembre de 1240.
En 1248-1250, participó en la cruzada egipcia de san Luis. El cronista Juan de Joinville celebró el heroísmo del «bon comte Perron» herido en la batalla de El Mansurá, murió en el mar en el camino de vuelta. Fue enterrado en la necrópolis familiar de la casa de Dreux, en la iglesia abacial de Saint-Yved de Braine.